# Консульство Солдайя
Консульство Солдайя — административно-территориальное образование в составе генуэзских колоний в Крыму. По мнению историков, образовано в 1380 или 1381 году как орган управления исторически сложившейся округи Солдайи, включавший 18 тяготеющих к городу селений, при этом сама Солдайя была захвачена генуэзцами ещё в 1365 году.

## Правовой статус
Консул Солдайи назначался «советом попечителей» в Генуе, от имени Великой Коммуны Генуи (с 1454 года — протекторами банка Св. Георгия), но непосредственно подчинялся не Генуе, а Кафе. «…Консул Солдайи, — говорится в уставе, — обязан повиноваться приказаниям господина консула Кафы, когда они дозволены законом и справедливы, под угрозой лишиться своей должности».
Консульская канцелярия состояла из письмоводителя и письмоводителя для ведения дел на греческом языке, переводчика, знающего латинский, греческий и татарский языки, двух рассыльных и двух служителей; «для службы и поручений» имелись восемь конных стражников-аргузиев. При консуле Солдайи состоял попечительный комитет, своего рода консультативно-контрольный орган, который назначался консулом совместно с прежним составом попечительного комитета из «…честных жителей Солдайи, одного латина, другого грека». Комитет ведал хранением оружия и запасов продовольствия крепости. Члены попечительного комитета при вступлении в должность обязаны были сделать опись всего оружия и провианта, находящегося в крепости, а по окончании службы отчитаться перед своими преемниками. В задачи попечительного комитета, кроме прочего, входил надзор за городскими работами

## География
Консульство почти совпадало с современными границами городского округа Судак, занимая меньшую, восточную часть Южнобережья Крыма, гранича с капитанством Готии, занимавшим оставшуюся меньшую, юго-западную часть Южнобережья Крыма. В договорах 1380 и 1381 года не даётся перечня поселений, которые перешли под юрисдикцию колонии, поэтому в научной литературе до настоящего времени нет устоявшегося мнения, базирующегося на сведениях архивных документов Генуи, о границах владений консульства Солдаи. Названия восемнадцати селений округи Солдайи были собраны по материалам массарий (бухгалтерских книг) казначейства Каффы, в латинской транскрипции они выглядели так (некоторые легко идентифицируются с современными, что признаётся практически всеми):

| - Coxii, или Cosio (Коз) - Sancti Johannis - Tarataxii (Таракташ) - Louolli-Volli (Ворон) - Sille-Tasili (Шелен) - Sdaffo, | - Canecha (Канака) - Carpati (Арпат) - Scuto (Ускут) - Bezalega - Buzult - Cara | - Diauollo - Carlo - Sancti Erigni - Saragaihi (Карагач) - Paradixii - Cheder |

По остальным существуют варианты локализации:
- Sancti Johannis — А. Л. Бертье-Делагард размещал в долине Ай-Ван (вблизи Таракташа)[10], А. А. Васильев[11] и С. Г. Бочаров[12] считали, что это Куру-Узень, Э. А. Чернов, в работе 2017 года, обосновывает идентификацию с долиной Ай-Ван[9].
- Sdaffo — у Бертье-Делагарда это долина Ставлухор в нескольких километрах от Ускута[10], у Васильева Edi-Evler[11], Бочаров размещал селение в Сотере[12], Чернов считает, что это Тувак[9].
- Bezalega — Бертье-Делагард привязывал селение к несуществующему к началу XIX века Беш-эв-эли[10], Бочаров считал, что это Кучук-Узень[12], Чернов — что Улу-Узень[9].
- Buzult — Бертье-Делагард и Васильев определяли селение как Эль-Бузлы[10][11], Бочаров — как Туак[12], Чернов определяет как Копсель[9].
- Cara (Cara ihoclac) — у Бертье-Делагарда — Каргалык[10], у Васильева Токлук либо Кутлак[11], Бочаров считал Cara ihoclac Кутлаком[12], а Чернов Токлуком[9].
- Diauollo — у Бертье-Делагарда не связана ни с одним географическим пунктом[10], у Васильева — Туак[11], Бочаров — Копсель[12], Чернов определяет, что это Ворон[9].
- Carlo (Carfo) — Бертье-Делагард помещал в Юкары-Тайган[10], Васильев — Кутлак[11], Бочаров и Чернов считали, что имелся в виду Капсихор[12][9].
- Paradixii — Бертье-Делагард считал, что это Орталан[10], Васильев предполагал, что селению соответствуют некие развалины вблизи Судака[11], Бочаров считал, что Токлук Чернов — Кутлак[9].
- Cheder (Chidir) — Бертье-Делагард считал, что это Чардаклы[10], Бочаров, что Ай-Серез[12], Чернов определяет, как исчезнувшее селение Ай-Георгий[9].

Современные историки высказывают различные версии о территории консульства: по Бочарову, западная граница консульства проходила между селениями Скути и Канака (delo Canecha), Чернов считает, что по Демерджи-Яйле, отделяющей феодоритскую крепость Фуна от солдайского Мегапотама, а на востоке — по хребту Эчки-Даг. Северную описал Эвлия Челеби: «Западная часть этого Сувуксу — владение хана, а восточная и кыбловая стороны — османские».

## История
После захвата Солдайи генуэзцами в 1365 году со временем под её контроль перешли соседние селения (всего 18 деревень); договором от 28 ноября 1380 года, подписанным наместником Солхата Яркассом (Jharcas) (от имени хана) и консулом Каффы Джанноне дель Боско (от имени Великой Коммуны Генуи) и подтверждённым договором 23 февраля 1381 года (с новым наместником Элиасом (Ильясом)), в управление Генуе был переданы район Солдайи с 18 селениями её округи. Мирный договор, заключённый 12 августа 1387 г., среди прочих пунктов окончательно закрепил права Генуи на селения округи Солдайи. В административном отношении вся эта территория составила Солдайское консульство, подчинённое Кафе.

История консульства закончилась в 1475 году, после завоевания генуэзских колоний османскими войсками под командованием Гедик Ахмед-паши. После осады и штурма Солдайи укрывшихся в церкви последних защитников крепости во главе с последним консулом Солдайи Христофоро ди Негро сожгли заживо. Территория консульства практически в неизменном виде была включена в Судакский кадылык эялета Кефе.
- Средневековый зал исторического музея ГБУК РК Музей-заповедник «Судакская крепость»
- Керамика
- Находки с раскопок 1981 на территории Судакской крепости
- Металлические предметы торгового и хозяйственного назначения

## Экономика
Во времена венецианцев Солдайя была основным торговым портом Крыма, генуэзцы же запретили купеческим кораблям заходить в гавань Солдайи, направляя их в Кафу, туда же постепенно перебираются торговцы и ремесленники и город теряет былое торговое значение, став военно-административным пунктом региона. В экономике Солдайи все большую роль приобретало сельское хозяйство; об этом свидетельствуют документы XV века: в уставе Каффы 1449 года подчёркивалась роль виноградарства и виноделия в хозяйственной деятельности солдайцев. Бюджет консульства состоял из налога на виноградники и из половины суммы штрафов с жителей, обнаруженных на улицах города после вечернего колокольного звона. Средства шли на ремонтные работы и другие издержки, необходимость которых могла быть признана консулом.